# Vinculinula diehli
Vinculinula diehli är en fjärilsart som beskrevs av Wolfgang Dierl 1978. Vinculinula diehli ingår i släktet Vinculinula och familjen silkesspinnare. Inga underarter finns listade i Catalogue of Life.